# 아이엘로델사바토
아이엘로델사바토(이탈리아어: Aiello del Sabato)는 이탈리아 캄파니아주 아벨리노도의 코무네다. 도시의 명칭은 라틴어로 토지라는 의미인 agellus 와 사바토 강에서 따온것이다.